# Кедровка (права притока Печори)
Ке́дровка (рос. Кедровка) — річка в Республіці Комі, Росія, права притока річки Печора. Протікає територією Троїцько-Печорського району.
Річка протікає на південний захід, південний схід, південь та південний схід.
Притоки:
- праві — Західна, Станова, Лотошна (Летошна), Мала Якова Розсоха, Велика Якова Розсоха
- ліва — Східна, Горевка (Гореска)